# 8629 Chucklorre
8629 Chucklorre eller 1981 EU26 är en asteroid i huvudbältet som upptäcktes den 2 mars 1981 av den amerikanska astronomen Schelte J. Bus vid Siding Spring-observatoriet. Den är uppkallad efter den amerikanske manusförfattaren, regissören, producenten och kompositören, Chuck Lorre.
Asteroiden har en diameter på ungefär 8 kilometer och den tillhör asteroidgruppen Hygiea.